# Premier principe de la thermodynamique
 (mai 2025).
Pour les articles homonymes, voir Premier principe.

Diagramme de Carnot illustrant la conservation d'énergie. La différence de quantité de chaleur entre et correspond au travail échangé par le système avec le milieu extérieur.

Le premier principe de la thermodynamique établit que, dans un système isolé, l'énergie totale est conservée entre les transformations subies par ce système.
Dans le cas des systèmes thermodynamiques fermés, il s'énonce de la manière suivante : 
« Au cours d'une transformation quelconque d'un système fermé, la  variation de son énergie est égale à la quantité d'énergie échangée avec le milieu extérieur, par transfert thermique (chaleur) et transfert mécanique (travail). »

## Premier principe de la thermodynamique

### Énoncé
Pour tout système thermodynamique, on peut définir, à une constante près, une fonction U, appelée énergie interne et ayant les propriétés suivantes :
- U est une fonction d'état (elle ne dépend que des états initiaux et finaux de la transformation) ;
- U est extensive (elle est proportionnelle à une quantité caractéristique du système comme la masse et le volume) ;
- U se conserve dans un système isolé (système n'échangeant ni matière, ni travail, ni chaleur avec l'extérieur).

La variation de U au cours d'une transformation infinitésimale d'un système fermé (de composition fixe) vérifie : 
{\displaystyle \mathrm {d} E_{\mathrm {c} }+\mathrm {d} E_{\mathrm {p} }+\mathrm {d} U=\delta W+\delta Q}
avec :
- {\displaystyle \mathrm {d} E_{\mathrm {c} }} : variation de l'énergie cinétique macroscopique ;
- {\displaystyle \mathrm {d} E_{\mathrm {p} }} : variation de l'énergie potentielle extérieure ou encore opposé du travail des forces conservatives extérieures ;
- {\displaystyle \delta W} : travail des forces non conservatives du milieu extérieur sur le système (négatif si le travail est résistant, positif s'il est moteur) ;
- {\displaystyle \delta Q} : quantité de chaleur échangée avec le milieu extérieur au système (par conduction, convection ou rayonnement). La convention choisie ici est de noter positivement un transfert thermique de l'extérieur vers le système.

Le premier principe est parfois énoncé {\displaystyle \mathrm {d} E_{\mathrm {m} }+\mathrm {d} U=\delta W+\delta Q} avec {\displaystyle \mathrm {d} E_{\mathrm {m} }=\mathrm {d} E_{\mathrm {c} }+\mathrm {d} E_{\mathrm {p} }}.

### Propriétés
Contrairement à l'énergie potentielle et l'énergie interne, le travail et la chaleur ne sont pas des variations de fonctions d’état. Leurs valeurs au cours d’une transformation dépendent de la façon dont on procède pour réaliser la transformation et non pas uniquement des états initial et final.

### Interprétation physique des grandeurs de l'équation

#### Énergie interne
L'avancée fondamentale du premier principe de la thermodynamique pour la physique consiste en l'introduction de l'énergie interne. Cette énergie rend compte de l'agitation interne du système au niveau atomique. Comme toute énergie, elle est définie à une constante près.
La difficulté de rendre compte de l'état microscopique de la matière la rend souvent impossible à calculer en pratique ; grâce à l'équation du premier principe de la thermodynamique, il est par contre possible de calculer ses variations.

#### Travail
Le travail est un transfert ordonné d'énergie entre un système et le milieu extérieur. Il existe plusieurs sortes de transfert ordonné d'énergie : on peut citer par exemple le travail des forces de pression, le travail d'une pompe, le travail électrique fourni lors d'une réaction électrochimique de pile ou par rayonnement... Ce terme comporte tous les travaux appliqués au système résultants d'une force non conservative. Les forces conservatives sont, elles, présentes dans le terme de l'énergie potentielle.
Le travail induit par les forces de pression correspond à la forme de travail la plus courante rencontrée en thermodynamique classique, il s'exprime sous la forme différentielle suivante 
{\displaystyle \delta W_{\rm {fp}}=-p_{\rm {ext}}\mathrm {d} V\,}où :
- {\displaystyle p_{\rm {ext}}\,} correspond à la pression exercée par le milieu extérieur sur le système
- {\displaystyle \mathrm {d} V\,} est une variation infinitésimale du volume du système ; elle correspond mathématiquement à la différentielle du volume.

Le signe moins (-) tient compte du fait que lors d'une détente, le volume augmente (dV > 0) et le système fournit dans ce cas du travail au milieu extérieur (compté négativement pour le système, d'après la règle des signes). 
Une interprétation microscopique du travail peut être effectuée :
Considérons un ensemble cylindre, piston, lequel est à la base de l’obtention de travail mécanique par action de la chaleur. À l’échelle microscopique les chocs des particules de gaz sur le piston définissent la pression exercée sur celui-ci à l’échelle macroscopique. Chaque choc contribue au déplacement, concerté avec les autres chocs, du piston dans la même direction. Il y a addition des forces induites par chaque choc et c’est pourquoi le transfert d’énergie est considéré comme ordonné.
Si l’on considère maintenant le travail électrique. Il est dû au déplacement des électrons dans un conducteur sous l’influence d’un champ électrique. Ici encore l’ensemble des électrons se déplace dans la même direction et les effets s’additionnent au niveau macroscopique.

#### Transfert thermique
Le transfert thermique, appelé aussi chaleur, est un transfert désordonné d’énergie entre le système et le milieu extérieur.
La chaleur est un transfert d’agitation thermique. L’agitation des particules se propage au gré des chocs dans toutes les directions, de façon désordonnée. C’est pour cette raison que l’on ne peut jamais transformer intégralement de l’énergie thermique en travail alors que l’inverse est possible (ex: travail électrique transformé en chaleur par effet Joule dans un radiateur électrique). On dit encore que la montée en température se traduit par une dégradation de l’énergie.
Ce transfert thermique s'effectue toujours du système le plus chaud vers le plus froid. Celui dont les particules sont statistiquement les plus agitées, va transmettre son agitation thermique au gré des chocs plus ou moins énergétiques, au milieu extérieur ou au système statistiquement le moins agité, c’est-à-dire le plus froid. Cette constatation intuitive est formalisée par le deuxième principe de la thermodynamique.

## Expression dans le cas d'un système fermé
La variation de l'énergie d'un système qui subit une transformation peut s'exprimer selon la relation suivante :
- {\displaystyle \Delta E\,} est la somme des différentes variations d'énergie du système ;
- {\displaystyle \Delta U\,} est la variation de l'énergie interne du système ; c'est-à-dire son énergie propre correspondant aux  énergies cinétiques et potentielles microscopiques des particules qui le constituent ;
- {\displaystyle \Delta E_{\rm {c}}\,} est la variation de l'énergie cinétique macroscopique du système (mouvement d'ensemble du système) ;
- {\displaystyle \Delta E_{\rm {p}}\,} est la variation de l'énergie potentielle du système due aux interactions conservatives avec l'extérieur (champs gravitationnels ou électromagnétiques par exemple) ;
- {\displaystyle W\,} est le travail des forces non conservatives appliquées au système (en effet, le terme {\displaystyle \Delta E_{\rm {p}}\,} de l'autre côté de l'égalité exprime déjà le travail reçu par les forces conservatives, par définition de l'énergie potentielle : {\displaystyle W=-\Delta E_{\rm {p}}}). Le travail est un mode de transfert d'énergie entre le milieu extérieur et le système. Notons que W est compté de manière algébrique : si c'est le système qui exerce une force sur l'extérieur (autrement dit : s'il donne de l'énergie à l'extérieur), alors {\displaystyle W} est compté négativement.

- {\displaystyle Q\,} est le transfert thermique reçu (souvent appelé chaleur), c'est-à-dire la quantité d'énergie que le milieu extérieur cède au système par trois processus d'échange thermique : conduction thermique, convection, rayonnement. L'échange de chaleur est un mode de transfert d'énergie microscopique désordonnée. C'est en quelque sorte un transfert d'agitation thermique (donc, par nature, désordonné), entre le système et le milieu extérieur. Cette grandeur est aussi comptée de manière algébrique : si le système cède de la chaleur à l'extérieur, {\displaystyle Q} est compté négativement.

## Expression dans le cas d'un système ouvert

### Décomposition du système
Dans le cas d'un système qui échange de la matière ou de la chaleur avec l'extérieur, que l'on appelle système ouvert, le premier principe de la thermodynamique peut être réécrit sous une forme prenant en compte ces échanges. On divise alors le système en trois parties distinctes :
- un volume de contrôle, dont le volume est fixe et constant ;
- un volume d'entrée, correspondant à la matière qui entrera dans le système en un petit instant {\displaystyle \mathrm {d} t} ;
- un volume de sortie, correspondant à la matière qui sortira du système en ce même petit instant {\displaystyle \mathrm {d} t}.

« Faisons le bilan thermodynamique de l'eau d'une baignoire. Le volume de contrôle pourrait être défini comme étant l'eau présente dans la baignoire, le volume d'entrée serait l'eau adjointe via le robinet en un instant {\displaystyle \mathrm {d} t}, et le volume de sortie, l'eau qui s'écoulerait hors de la baignoire (on suppose la baignoire sans fuite) via la bonde en ce même instant {\displaystyle \mathrm {d} t}. »

### Expression générale du principe
Le premier principe thermodynamique en système ouvert s'écrit :
{\displaystyle {\Bigl (}E(t+\mathrm {d} t)+\mathrm {d} m_{\rm {s}}\cdot e_{\rm {s}}(t+\mathrm {d} t){\Bigr )}-{\Bigl (}E(t)+\mathrm {d} m_{\rm {e}}\cdot e_{\rm {e}}(t){\Bigr )}=W+Q}où :
- {\displaystyle E(t+\mathrm {d} t)} et {\displaystyle E(t)} correspondent à la somme des énergies cinétiques, potentielles et internes présentes dans le volume de contrôle respectivement aux instants {\displaystyle t+\mathrm {d} t} et {\displaystyle t} ;
- {\displaystyle \mathrm {d} m_{\rm {s}}} et  {\displaystyle \mathrm {d} m_{\rm {e}}} correspondent respectivement aux masses sortantes et entrantes du volume de contrôle en ce petit instant  {\displaystyle \mathrm {d} t} ;
- {\displaystyle e_{\rm {s}}(t+\mathrm {d} t)} et {\displaystyle e_{\rm {e}}(t)} correspondent à la somme des énergies cinétiques, potentielles et internes massiques, des matières respectivement sortantes et entrantes du volume de contrôle pendant l'instant  {\displaystyle \mathrm {d} t};
- {\displaystyle W} correspond au travail des forces non conservatives appliquées au système durant l'intervalle de temps  {\displaystyle \mathrm {d} t};
- {\displaystyle Q} correspond au transfert thermique reçu par le système durant l'intervalle de temps  {\displaystyle \mathrm {d} t}.

La pertinence des signes se vérifie rapidement :  si le système perd de l'énergie, la grandeur {\displaystyle W+Q} sera négative (transfert d'énergie au milieu extérieur). Cela signifie que, dans le cas où l'énergie du volume de contrôle ne varie pas (cas {\displaystyle E(t+\mathrm {d} t)=E(t)}), l'énergie présente dans le volume d'entrée à l'instant t était plus grande que celle contenue dans le volume de sortie à t+dt, soit {\displaystyle \mathrm {d} m_{\rm {s}}\cdot e_{s}(t+\mathrm {d} t)-\mathrm {d} m_{\rm {e}}\cdot e_{\rm {e}}(t)<0}.

### Adaptation aux fluides

#### Forme générale enthalpique
Dans le cas des gaz et des fluides, il est utile de décomposer {\displaystyle W=W_{\rm {p}}+W_{\rm {u}}} :
- le travail nécessaire au transfert de masse, correspondant au travail des forces de pression {\displaystyle W_{\rm {p}}=p_{\rm {e}}(t)\,v_{\rm {e}}(t)\,\mathrm {d} m_{\rm {e}}-p_{\rm {s}}(t+\mathrm {d} t)\,v_{\rm {s}}(t+\mathrm {d} t)\,\mathrm {d} m_{\rm {s}}} où {\displaystyle p} est la pression exercée par le milieu extérieur sur l'enveloppe du volume, {\displaystyle v} est le volume par unité de masse et {\displaystyle \mathrm {d} m} la petite masse considérée. On ressent bien que les forces de pression en entrée du système vont pousser le fluide dans le sens du mouvement et donc apporter de l'énergie au système, tandis que celles en sortie vont aller à l'encontre de ce mouvement, ce qui va forcer le système à dépenser de l'énergie pour forcer ce mouvement ;
- le travail utile {\displaystyle W_{\rm {u}}} qui peut être donné ou retiré du système.

Le premier principe de la thermodynamique peut alors s'écrire en faisant apparaître l'enthalpie :
{\displaystyle {\biggl (}E(t+\mathrm {d} t)-E(t){\biggr )}+{\biggl (}\mathrm {d} m_{\rm {s}}{\Bigl (}e_{\rm {ms}}(t+\mathrm {d} t)+h_{\rm {s}}(t+\mathrm {d} t){\Bigl )}-\mathrm {d} m_{\rm {e}}{\Bigl (}e_{\rm {me}}(t)+h_{\rm {e}}(t){\Bigl )}{\biggl )}=W_{\rm {u}}+Q}
avec :
- {\displaystyle E(t+\mathrm {d} t)} et {\displaystyle E(t)} somme des énergies cinétiques, potentielles et internes présentes dans le volume de contrôle respectivement aux instants t+dt et t.
- {\displaystyle \mathrm {d} m_{\rm {s}}} et  {\displaystyle \mathrm {d} m_{\rm {e}}} les masses entrantes et sortantes du volume de contrôle en ce petit instant dt.
- {\displaystyle e_{\rm {m}}=e_{\rm {c}}+e_{\rm {p}}} l'énergie mécanique massique, somme des énergies cinétique et potentielle exprimées par unité de masse.
- {\displaystyle h=u+p\,v} l'enthalpie massique.

#### Écoulements hydrauliques en régime stationnaire
En régime stationnaire, il n'y a ni accumulation de matière ({\displaystyle \mathrm {d} m_{\rm {s}}=\mathrm {d} m_{\rm {e}}}), ni accumulation d'énergie dans le système considéré ({\displaystyle E(t+\mathrm {d} t)=E(t)}). Le premier principe se met donc sous la forme :{\displaystyle {\Bigl (}e_{\rm {ms}}(t+\mathrm {d} t)-e_{\rm {me}}(t){\Bigl )}+{\Bigl (}h_{\rm {s}}(t+\mathrm {d} t)-h_{\rm {e}}(t){\Bigl )}=q+w_{\rm {u}}}Dans le cas où le fluide serait incompressible, l'équation ci-dessus reste vraie avec des grandeurs volumiques.

#### Théorème de Bernoulli
Le théorème de Bernoulli peut être démontré par le premier principe de la thermodynamique. Les hypothèses sur le fluide sont les suivantes :
- le système est adiabatique ({\displaystyle q=0}) ;
- le fluide est non visqueux (énergie interne constante {\displaystyle u_{\rm {e}}=u_{\rm {s}}}) ;
- l'écoulement est stationnaire ({\displaystyle E(t+\mathrm {d} t)=E(t)}) ;
- le fluide est incompressible.

En prenant un tube de courant suffisamment fin pour que les pressions et les vitesses d'entrée et de sortie soient constantes sur les sections du tube, le premier principe peut se développer sous forme volumique, prenant le nom de théorème de Bernoulli :
{\displaystyle {\frac {1}{2}}({v_{\rm {s}}}^{2}-{v_{\rm {e}}}^{2})+{\frac {\Delta p}{\rho }}+g\,\Delta z=0} où :
- {\displaystyle v_{\rm {s}}} et  {\displaystyle v_{\rm {e}}} sont les vitesses du fluide respectivement en sortie et en entrée du tube de courant ;
- {\displaystyle \Delta p=p_{\rm {s}}-p_{\rm {e}}} est la différence entre la pression sur la face sortie et la pression sur la face entrée du tube de courant ;
- {\displaystyle \Delta z=z_{\rm {s}}-z_{\rm {e}}} est la différence d'altitude entre la sortie et l'entrée du tube de courant ;
- {\displaystyle \rho } est la masse volumique du fluide ;
- {\displaystyle g} est l'accélération de la pesanteur.

## Expression pour des systèmes au repos
En pratique, beaucoup de réactions thermodynamiques se font en considérant un système au repos (pas de variation d'énergie cinétique ni d'énergie potentielle). Seule l'énergie interne {\displaystyle U~} du système varie.
Il est donc possible d'écrire {\displaystyle \Delta U=W+Q}
Il est alors possible d'introduire la fonction d'état enthalpie : {\displaystyle H=U+p\,V}. Pour une transformation isobare, l'expression du premier principe devient : 
{\displaystyle \Delta H=Q+W_{\rm {autres}}}
où {\displaystyle W_{\rm {autres}}} correspond au travail des forces autres que celles de pression (par exemple le travail des forces électriques).
Dans de nombreuses réactions thermodynamiques, seul le travail des forces de pression intervient. L'expression se simplifie alors en : 
{\displaystyle \Delta H=Q}
Cette expression simple du premier principe est particulièrement adaptée pour décrire des transformations thermodynamiques se faisant à pression constante, notamment les changements d'état de la matière, ainsi que les réactions chimiques endothermiques et exothermiques.